# Konståret 1979

## Händelser

### Februari
- 22 februari – Japanen Sadayuki Mikami utses till vinnare i tävlingen "Årets bild" för 1978. Bilden är ett fotografi på en demonstrant vid Narita-flygplatsen i Tokyo där en bensinbomb exploderat.[1]
- 23 februari – Arne Jönsson från Stockholm utses till vinnare i svenska pressfototävlingen "Årets bild" med en bild på en kristen soldat i Libanon. Åke Thim utses till vinnare i "Årets sportbild".[1]

### Juli
- 3 juli – Henri Matisses Le jeune marin auktioneras ut för 720 000 pund hos Christie's.[1]

### November
- 5 november – Prins Eugen-medaljen tilldelas Edvin Öhrström, skulptör, Bernt Friberg, konsthantverkare, Gunnar Norrman, grafiker, Søren Hjorth Nielsen, dansk konstnär, och Gudmundur "Erro" Gudmundsson, isländsk konstnär.

## Verk
- Enzo Plazzotta – Attitude II
- Niki de Saint Phalle påbörjar arbetet med sin skulpturpark Giardino dei Tarocchi.

## Födda
- 21 mars – Mia Mäkilä, svensk konstnär.
- 19 juni – Johannes Nielsen, svensk konstnär och skulptör.
- 11 september – Ariana Richards, amerikansk skådespelerska och konstnär.
- okänt datum – Dan Colen, amerikansk konstnär

## Avlidna
- 28 januari – Hans Scherfig (född 1905), dansk författare och bildkonstnär.
- 1 februari – Stellan Mörner (född 1896), svensk konstnär och författare.[1]
- 11 februari – Elsa Giöbel-Oyler, (född 1882), svensk målare.
- 31 mars – John Carlson (född 1896), svensk konstnär och målare.
- 3 maj – Carl Gunne (född 1893), svensk målare och amanuens.
- 13 maj – Vera Nilsson (född 1888), svensk konstnär och målare.
- 4 juni – Eric Johansson (född 1892), svensk konstnär och grafiker.
- 16 juli – Gunnar Christenson (född 1895), svensk konstnär.
- 25 augusti – Lars Norrman (född 1915), svensk konstnär.[1]
- 5 september – Stig Södersten (född 1906), svensk illustratör och konstnär.
- 20 november – Tyra Lundgren (född 1897), svensk skulptör och författare.
- 5 december – Sonia Delaunay-Terk (född 1885), rysk-fransk konstnär.
- 27 december – Peggy Guggenheim, 81, amerikansk konstmecceant.

### Fotnoter
1. 1 2 3 4 5   Horisont 1979. Bertmarks